# Tarucus sybaris
Tarucus sybaris is een vlinder uit de familie van de Lycaenidae. De wetenschappelijke naam van de soort is voor het eerst geldig gepubliceerd in 1855 door Hopffer.